# Nesiocerastus curiosus
Nesiocerastus curiosus – wymarły gatunek lądowego ślimaka z rzędu trzonkoocznych i rodziny Cerastidae.

## Taksonomia
Gatunek ten opisany został po raz pierwszy w 2006 roku przez Justina Gerlacha na łamach pisma „Phelusma” pod nazwą Pachnodus (Nesiocerastus) curiosus. Znany jest tylko ze subfosylnych fragmentów muszli. Jako lokalizację typową wskazano Baie Laraie na wyspie Curieuse w archipelagu Seszeli. Epitet gatunkowy pochodzi od nazwy wyspy.

## Morfologia
Ślimak ten miał cienką, błyszczącą, stożkowatą muszlę złożoną z sześciu skrętów; osiągała ona od 23,5 do 28 mm wysokości i od 11,8 do 14,8 mm średnicy. Miała zaostrzony szczyt, przypuszczalnie otwarty dołek osiowy oraz cechujące się lekko odgiętym, jednak nie formującym wargi brzegiem ujścia, które to było węższe niż u N. praslinus. Na jej powierzchni występowały nieregularne żebra promieniste i dobrze rozwinięte rowki spiralne. Szew zaznaczony był słabym żeberkiem.

## Ekologia i występowanie
Mięczak lądowy, endemiczny dla wyspy Curieuse w archipelagu Seszeli, znany wyłącznie z subfosylnych fragmentów muszli odnajdywanych w glebie wraz z tymi należącymi do Stylodonta unidentata, Stylodonta studeriana i Tropidophora pulchra. Mimo poszukiwań nie odnaleziono żywych ślimaków ani świeżych muszli. Z tych względów na Czerwonej liście IUCN znalazł się jako gatunek wymarły (EX). Przypuszczalnie był to gatunek zasiedlający nizinne lasy pierwotne, a jego wymarcie nastąpiło na początku XIX wieku wskutek rozległych pożarów lasów. 